# SO502iWM
DoCoMo by Sony SO502iWM（ドコモ バイ ソニー エスオー ごー まる ニー アイ ダビュリューエム）はソニー（現ソニーモバイルコミュニケーションズ）製のNTTドコモの第二世代携帯電話(mova)端末である。

## 概要
auへ納入されたC404Sに続く2作目、そしてドコモ向けでは初となる、音楽再生機能付き端末である。
機能はC404Sと共通で、マジックゲートメモリースティックスロットを搭載し、当時のMSウォークマンと同様メモリースティックオーディオに準拠し、OpenMG JukeBoxでリッピングしたATRAC3 132/105/66kbps形式の楽曲を再生できる。
付属品として64MBのマジックゲートメモリースティックのほか、同社のウォークマン用に似た音楽再生用リモコン（液晶画面とハンズフリーマイク内蔵）があり、音楽再生中に着信が有った場合でもイヤホンマイクとしてそのまま通話できる。
また、ステレオミニジャックと兼用の光オーディオミニジャックが装備されており、付属ソフトに対応したWindows PCが無くてもこの端子にCD・MDなどのポータブルオーディオプレーヤーあるいはミニコンポをステレオミニや光オーディオケーブルを介して接続することで、本体に挿入したメモリースティックに録音できる（ただし、SCMSにより、光オーディオ入力によって録音した場合は、他の機種へのコピーはできない）。対応するメモリースティックの最大容量は128MBまでとなる。
画面は当時としては画期的な120×160ドットのカラー液晶。着信メロディは3和音対応。
各種機能を詰め込んだため、同時期発売の機種の中では重量があり、大柄なボディである。
なお、機種名の「WM」は「Walkman」ではなく「With Music」の略である。2004年12月にドコモは同じコンセプトで小型化した三菱電機製の「D253iWM」を発売している。

## 歴史
- 2000年9月20日 - テレコムエンジニアリングセンターによる技術基準適合証明の工事設計認証（工事設計認証番号WAA0085）
- 2000年9月25日 - 電気通信端末機器審査協会による技術基準適合認定の設計認証（設計認証番号A00-0957JP、J00-0256）
- 2000年11月27日 - ドコモから発表。
- 2000年12月1日 - 発売。
- 2012年3月31日 - movaサービス終了により使用はこの日限りとなる。